# Dika Mem
Dika Mem, né le 31 août 1997 à Paris, est un handballeur français international qui joue au poste d'arrière droit. International à tout juste 19 ans, il est notamment champion du monde en 2017, champion olympique en 2021 et champion d’Europe en 2024. Il est le frère des basketteurs Jordan Aboudou et Lens Aboudou.
Après s'être révélé avec le Tremblay-en-France Handball, il a rejoint en 2016 le FC Barcelone, avec lequel il a notamment remporté trois Ligue des champions.

## Biographie
Fils d'un père camerounais et d'une mère réunionnaise, il grandit à Eaubonne et a été élevé par sa grand-mère paternelle Marceline Ngo Mem avec son frère Edi. Plutôt tourné vers le football ou le basket-ball au début à l'instar de ses frères Lens Aboudou et Jordan Aboudou devenus basketteurs professionnels, Dika Mem découvre le handball à 12 ans et demi à Eaubonne puis signe à 15 ans (avec un an d'avance) au Pôle Espoirs et en club à Saint-Gratien/Sannois Handball dont il intègre au bout de seulement 6 mois l'équipe senior.
Parallèlement, il connaît ses premières sélections en équipes de France et remporte ainsi avec l'équipe de France jeunes le Championnat d'Europe des moins de 18 ans en 2014 puis le Championnat du monde jeunes en 2015.
Sollicité par de nombreux clubs, il signe en 2015 à seulement 18 ans son premier contrat professionnel d'une durée de trois ans au Tremblay-en-France Handball où il devient rapidement titulaire au poste d'arrière droit. Malgré une saison difficile qui a vu son club terminer à la dernière place en Championnat de France, il est nommé parmi les meilleurs espoirs de la saison.
En juillet 2016, s'il ne remporte avec l'équipe de France junior « que » la médaille de bronze au Championnat d'Europe des moins de 20 ans en 2016, il est élu meilleur arrière droit de la compétition.
Après plusieurs mois de tractations, il est recruté en juillet 2016 par le FC Barcelone où il signe un contrat de six ans.
Le 3 novembre 2016, il connaît sa première sélection en équipe de France, ce qui en fait l'un des joueurs les plus précoces. Il fait ensuite  partie des 21 joueurs convoqués pour la préparation au championnat du monde 2017 mais n’est finalement pas retenu pour participer à la compétition. Cependant, le 14 janvier, il est tout de même appelé pour pallier le forfait de Luka Karabatic. Avec 2 buts en 15 minutes de jeu, il devient ainsi champion du monde à même pas 20 ans.
Un an plus tard, au Championnat d'Europe 2018 en Croatie, il joue un rôle beaucoup plus important, malgré la concurrence à son poste avec Nedim Remili et Valentin Porte. Après 22 buts en près de 4h de jeu, il se blesse lors de la demi-finale et ne participe donc pas au match qui voit la France remporter la médaille de bronze aux dépens du Danemark.
En club, s'il remporte avec le Barça la Coupe du monde des clubs en début de saison et réalise une nouvelle saison parfaite en Espagne, il est éliminé en huitièmes de finale de la Ligue des champions par le Montpellier Handball, futur vainqueur. Il est toutefois élu meilleur arrière droit de la compétition. En juillet 2018, il prolonge son contrat avec le club catalan avec lequel il est lié jusqu'en juin 2024.
Lors des Jeux olympiques 2024, sa prestation lors de l'élimination de l'équipe de France en quarts-de-finale est largement commentée : auteur de 10 buts, il est néanmoins largement fautif sur une passe manquée à 6 secondes de la fin, qui permet à l'Allemagne d'arracher une prolongation inespérée.

## Palmarès

### En équipes de France

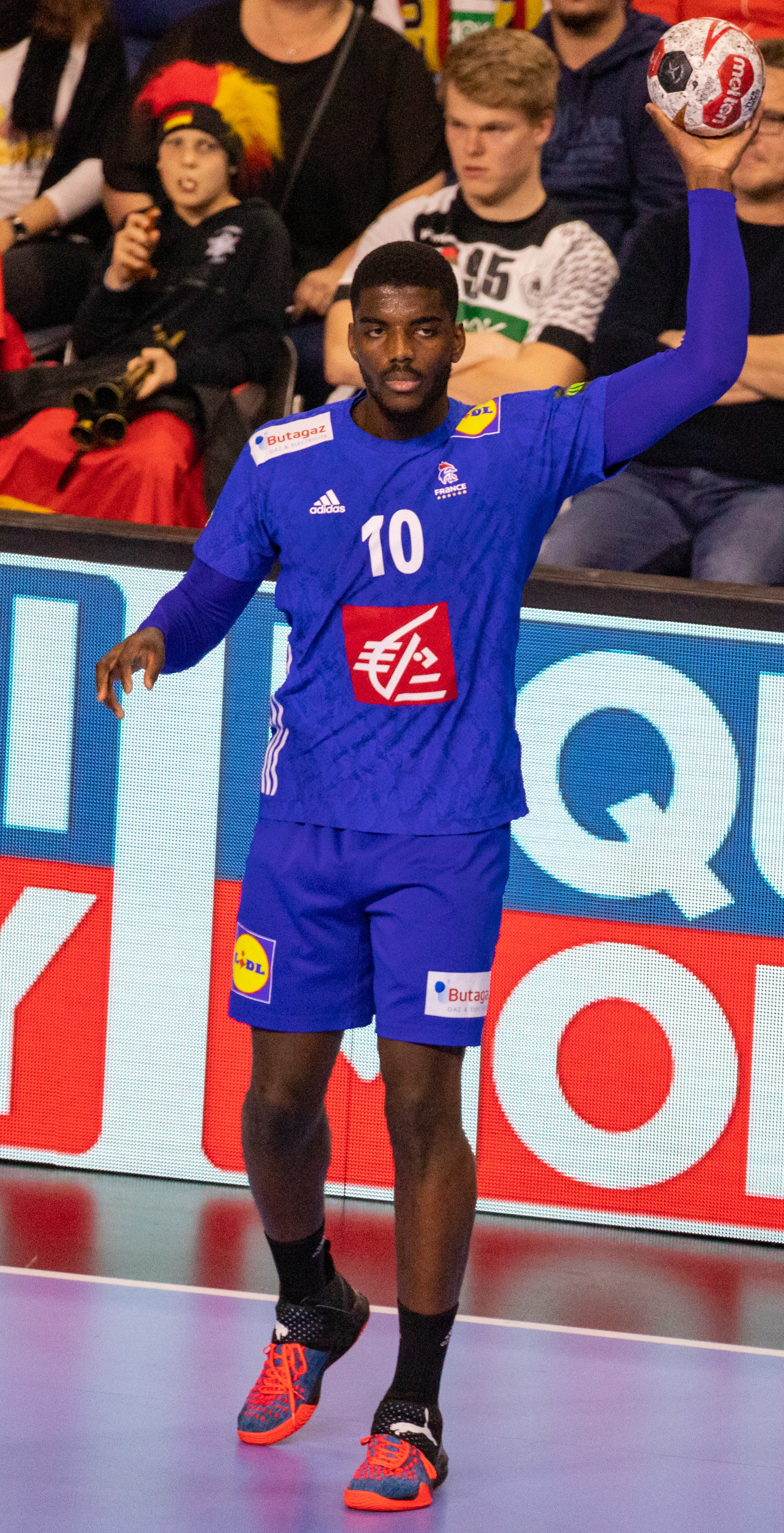
Avec la France au Mondial 2019.

Dika Mem connait sa première sélection en équipe de France A le 23 octobre 2016 face à la Lituanie
. Ses résultats sont :
Jeux olympiques
- Médaille d'or aux Jeux olympiques de 2020 à Tokyo
- 8e place aux Jeux olympiques de 2024 à Paris

Championnats du monde
- Médaille d'or au championnat du monde 2017
- Médaille de bronze au championnat du monde 2019
- 4e place au championnat du monde 2021
- Médaille d'argent au championnat du monde 2023
- Médaille de bronze au championnat du monde 2025

Championnats d'Europe
- Médaille de bronze au championnat d'Europe 2018
- 14e place au championnat d'Europe 2020
- 4e place au championnat d'Europe 2022
- Médaille d'or au championnat d'Europe 2024

Auparavant, il a participé, avec succès, à plusieurs compétitions internationales avec les équipes de France jeunes et junior :
- médaille de bronze au Championnat du monde junior 2017
- médaille de bronze au Championnat d'Europe -20 ans en 2016
- Médaille d'or au Championnat du monde jeunes en 2015
- Médaille d'or au Championnat d'Europe -18 ans en 2014.

### En clubs
Compétitions internationales
- Vainqueur de la Ligue des champions (3) : 2021, 2022, 2024
- Vainqueur de la Coupe du monde des clubs (3) : 2017, 2018, 2019

Compétitions nationales
- Vainqueur du Championnat d'Espagne (8) : 2017, 2018, 2019, 2020, 2021, 2022, 2023, 2024
- Vainqueur de la Coupe ASOBAL (8) : 2017, 2018, 2019, 2020, 2021, 2022, 2023, 2024
- Vainqueur de la Coupe du Roi (8) : 2017, 2018, 2019, 2020, 2021, 2022, 2023, 2024
- Vainqueur de la Supercoupe d'Espagne (6) : 2016, 2017, 2018, 2019, 2020, 2021
- Vainqueur de la Supercoupe ibérique (2) : 2022, 2023

### Distinctions individuelles
- élu meilleur joueur du Championnat d'Espagne (1) : 2022
- élu meilleur arrière droit du Championnat d'Espagne (4) : 2019, 2020, 2021 et 2022
- élu meilleur arrière droit de la Ligue des champions (3) : 2018, 2021 et 2022
- deuxième meilleur buteur de la Ligue des champions (1) : 2021 et 2022 (premier pour les buts hors 7 m)
- élu meilleur arrière droit du Championnat d'Europe des-20 ans en 2016[8]

## Décorations
- Chevalier de la Légion d'honneur (2021)[16]

## Galerie

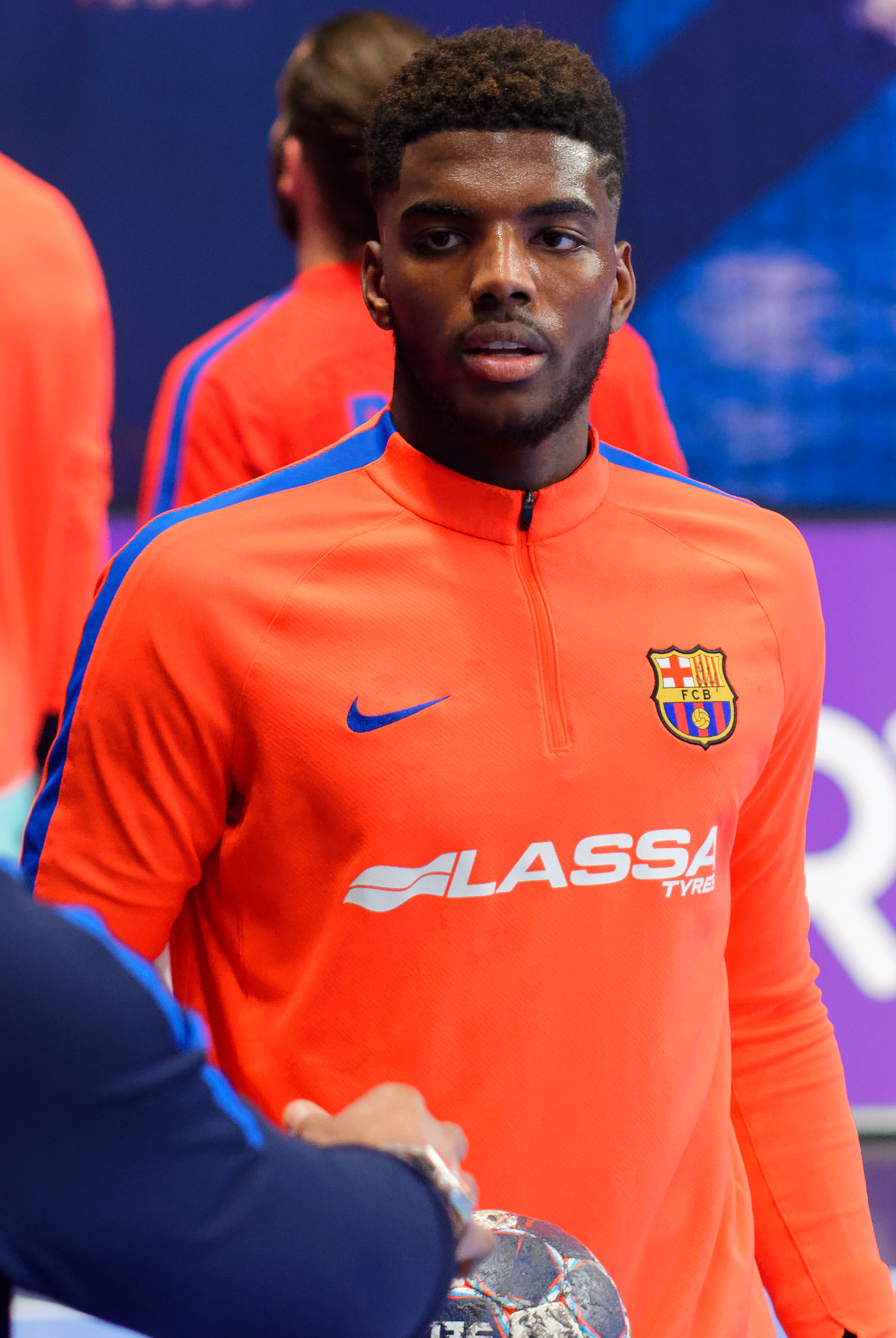
Avec le Barça 2016
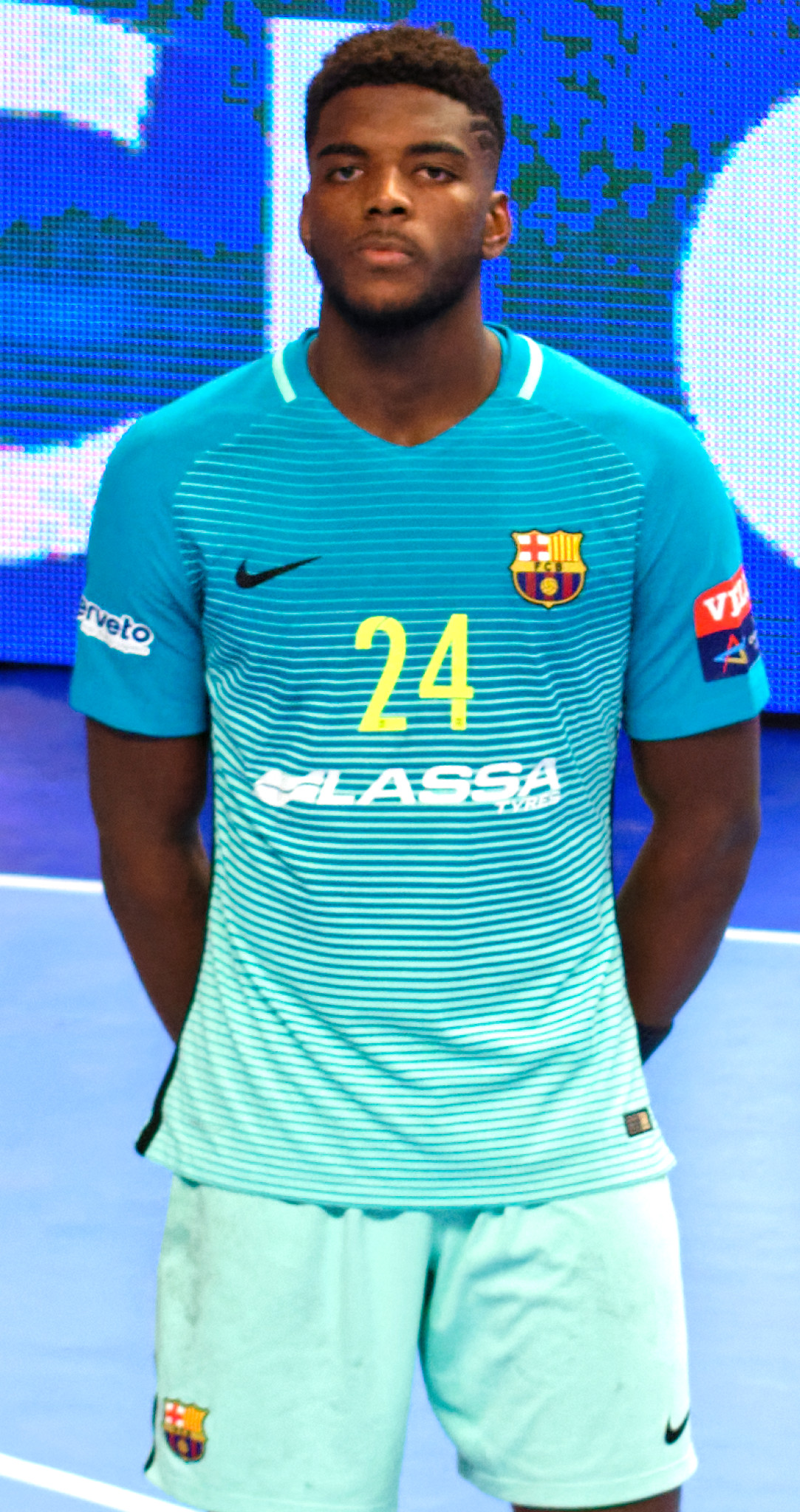
Avec le Barça 2016